# Collegio elettorale di Avellino (Regno d'Italia)
Il collegio elettorale di Avellino è stato un collegio elettorale uninominale e di lista del Regno d'Italia per l'elezione della Camera dei deputati.

## Storia
Il collegio uninominale venne istituito, insieme ad altri 442, tramite regio decreto 17 dicembre 1860, n. 4513.
Successivamente divenne collegio plurinominale tramite regio decreto 24 settembre 1882, n. 999, in seguito alla riforma che stabilì complessivamente 135 collegi elettorali.
Tornò poi ad essere un collegio uninominale tramite regio decreto 14 giugno 1891, n. 280, in seguito alla riforma che stabilì complessivamente 508 collegi elettorali.
In seguito divenne un collegio con scrutinio di lista con sistema proporzionale tramite regio decreto 10 settembre 1919, n. 1576, in seguito alla riforma che definì 54 collegi elettorali.
Fu soppresso nel 1921 in seguito alla riforma che definì 40 collegi elettorali.
| Legislature           | VIII | IX   | X    | XI   | XII  | XIII | XIV  | XV   | XVI  | XVII | XVIII | XIX  | XX   | XXI  | XXII | XXIII | XXIV | XXV  | XXVI | XXVII | XXVIII | XXIX | XXX  |
| --------------------- | ---- | ---- | ---- | ---- | ---- | ---- | ---- | ---- | ---- | ---- | ----- | ---- | ---- | ---- | ---- | ----- | ---- | ---- | ---- | ----- | ------ | ---- | ---- |
| Elezioni              | 1861 | 1865 | 1867 | 1870 | 1874 | 1876 | 1880 | 1882 | 1886 | 1890 | 1892  | 1895 | 1897 | 1900 | 1904 | 1909  | 1913 | 1919 | 1921 | 1924  | 1929   | 1934 | 1939 |
| Deputati nel collegio | 1    | 1    | 1    | 1    | 1    | 1    | 1    | 5    | 5    | 5    | 1     | 1    | 1    | 1    | 1    | 1     | 1    | 7    |      |       |        |      |      |
|                       |      |      |      |      |      |      |      |      |      |      |       |      |      |      |      |       |      |      |      |       |        |      |      |
| Totale eletti         | 443  | 493  | 493  | 508  | 508  | 508  | 508  | 508  | 508  | 508  | 508   | 508  | 508  | 508  | 508  | 508   | 508  | 508  | 535  | 535   | 400    | 400  |      |
| Numero collegi        | 443  | 493  | 493  | 508  | 508  | 508  | 508  | 135  | 135  | 135  | 508   | 508  | 508  | 508  | 508  | 508   | 508  | 54   | 40   | 15    | 1      | 1    |      |

## Territorio
Nel 1882 il collegio Avellino I con capoluogo Avellino era composto dal circondario di Avellino; dai mandamenti di Andretta, Bagnoli Irpino, Calabritto, Montella, Montemarano, Sant'Angelo dei Lombardi e Teora del circondario di Sant'Angelo dei Lombardi.
Nel 1919 Avellino divenne capoluogo del collegio comprendente l'intera provincia; nel 1921 la provincia fu inglobata nel collegio di Benevento.

## Dati elettorali
Nel collegio si svolsero elezioni per diciotto legislature.

### VIII legislatura
Le votazioni si svolsero in 443 collegi uninominali a doppio turno. Come previsto dalla legge elettorale del 17 dicembre 1860, era eletto al primo turno il candidato che «riunisce in suo favore più del terzo dei voti del total numero dei membri componenti il collegio e più della metà dei suffragi dati dai votanti presenti all'adunanza» (art. 91). Se nessun candidato era eletto, al ballottaggio tra i due candidati con più voti era eletto chi otteneva il maggior numero di voti (art. 92) o, in caso di ugual numero di voti, il maggiore d'età (art. 93).
| Partito                            | Partito                            | Candidato                          | Risultati 27 gennaio 1861 | Risultati 27 gennaio 1861 |
| Partito                            | Partito                            | Candidato                          | Voti                      | %                         |
| ---------------------------------- | ---------------------------------- | ---------------------------------- | ------------------------- | ------------------------- |
|                                    | —                                  | Paolo Emilio Imbriani              | 776                       | 79,51                     |
|                                    | —                                  | Francesco Pepere                   | 200                       | 20,49                     |
|                                    |                                    |                                    |                           |                           |
| Iscritti                           | Iscritti                           | Iscritti                           | 1 751                     | 100,00                    |
| ↳ Votanti (% su iscritti)          | ↳ Votanti (% su iscritti)          | ↳ Votanti (% su iscritti)          | 1 111                     | 63,45                     |
| ↳ Voti validi (% su votanti)       | ↳ Voti validi (% su votanti)       | ↳ Voti validi (% su votanti)       | 976                       | 87,85                     |
| ↳ Schede non valide (% su votanti) | ↳ Schede non valide (% su votanti) | ↳ Schede non valide (% su votanti) | 135                       | 12,15                     |
| ↳ Astenuti (% su iscritti)         | ↳ Astenuti (% su iscritti)         | ↳ Astenuti (% su iscritti)         | 640                       | 36,55                     |

L'onorevole Imbriani fu sorteggiato per eccedenza nel numero dei deputati professori il 21 maggio 1861. Fu indetta l'elezione suppletiva per il 23 giugno 1861.
| Partito                            | Partito                            | Candidato                          | Primo turno 23 giugno 1861 | Primo turno 23 giugno 1861 | Ballottaggio 30 giugno 1861 | Ballottaggio 30 giugno 1861 |
| Partito                            | Partito                            | Candidato                          | Voti                       | %                          | Voti                        | %                           |
| ---------------------------------- | ---------------------------------- | ---------------------------------- | -------------------------- | -------------------------- | --------------------------- | --------------------------- |
|                                    | —                                  | Paolo Emilio Imbriani              | 433                        | 83,91                      | 684                         | 77,82                       |
|                                    | —                                  | Francesco Giordano                 | 83                         | 16,09                      | 195                         | 22,18                       |
|                                    |                                    |                                    |                            |                            |                             |                             |
| Iscritti                           | Iscritti                           | Iscritti                           | 1 745                      | 100,00                     | 1 745                       | 100,00                      |
| ↳ Votanti (% su iscritti)          | ↳ Votanti (% su iscritti)          | ↳ Votanti (% su iscritti)          | 584                        | 33,47                      | 882                         | 50,54                       |
| ↳ Voti validi (% su votanti)       | ↳ Voti validi (% su votanti)       | ↳ Voti validi (% su votanti)       | 516                        | 88,36                      | 879                         | 99,66                       |
| ↳ Schede non valide (% su votanti) | ↳ Schede non valide (% su votanti) | ↳ Schede non valide (% su votanti) | 68                         | 11,64                      | 3                           | 0,34                        |
| ↳ Astenuti (% su iscritti)         | ↳ Astenuti (% su iscritti)         | ↳ Astenuti (% su iscritti)         | 1 161                      | 66,53                      | 863                         | 49,46                       |

L'onorevole Imbriani fu nominato senatore il 24 maggio 1863.  Fu indetta l'elezione suppletiva per il 12 luglio 1863.
| Partito                            | Partito                            | Candidato                          | Primo turno 12 luglio 1863 | Primo turno 12 luglio 1863 | Ballottaggio 19 luglio 1863 | Ballottaggio 19 luglio 1863 |
| Partito                            | Partito                            | Candidato                          | Voti                       | %                          | Voti                        | %                           |
| ---------------------------------- | ---------------------------------- | ---------------------------------- | -------------------------- | -------------------------- | --------------------------- | --------------------------- |
|                                    | —                                  | Francesco Montuori                 | 247                        | 30,99                      | 472                         | 51,53                       |
|                                    | —                                  | Antonio Lanzilli                   | 291                        | 36,51                      | 444                         | 48,47                       |
|                                    | —                                  | Giuseppe Rega                      | 132                        | 16,56                      |                             |                             |
|                                    | —                                  | Nicola Grassi                      | 127                        | 15,93                      |                             |                             |
|                                    |                                    |                                    |                            |                            |                             |                             |
| Iscritti                           | Iscritti                           | Iscritti                           | 1 550                      | 100,00                     | 1 550                       | 100,00                      |
| ↳ Votanti (% su iscritti)          | ↳ Votanti (% su iscritti)          | ↳ Votanti (% su iscritti)          | 852                        | 54,97                      | 927                         | 59,81                       |
| ↳ Voti validi (% su votanti)       | ↳ Voti validi (% su votanti)       | ↳ Voti validi (% su votanti)       | 797                        | 93,54                      | 916                         | 98,81                       |
| ↳ Schede non valide (% su votanti) | ↳ Schede non valide (% su votanti) | ↳ Schede non valide (% su votanti) | 55                         | 6,46                       | 11                          | 1,19                        |
| ↳ Astenuti (% su iscritti)         | ↳ Astenuti (% su iscritti)         | ↳ Astenuti (% su iscritti)         | 698                        | 45,03                      | 623                         | 40,19                       |

A seguito di un'inchiesta giudiziaria fu annullata l'elezione per irregolarità di forma il 7 luglio 1864 e furoni trasmessi gli atti all'autorità giudiziaria. Fu indetta l'elezione suppletiva per il 14 agosto 1864.
| Partito                            | Partito                            | Candidato                          | Primo turno 14 agosto 1864 | Primo turno 14 agosto 1864 | Ballottaggio 21 agosto 1864 | Ballottaggio 21 agosto 1864 |
| Partito                            | Partito                            | Candidato                          | Voti                       | %                          | Voti                        | %                           |
| ---------------------------------- | ---------------------------------- | ---------------------------------- | -------------------------- | -------------------------- | --------------------------- | --------------------------- |
|                                    | —                                  | Luigi Amabile                      | 151                        | 24,32                      | 415                         | 51,55                       |
|                                    | —                                  | Francesco Villani                  | 336                        | 54,11                      | 390                         | 48,45                       |
|                                    | —                                  | Francesco Montuori                 | 134                        | 21,58                      |                             |                             |
|                                    |                                    |                                    |                            |                            |                             |                             |
| Iscritti                           | Iscritti                           | Iscritti                           | 1 619                      | 100,00                     | 1 619                       | 100,00                      |
| ↳ Votanti (% su iscritti)          | ↳ Votanti (% su iscritti)          | ↳ Votanti (% su iscritti)          | 641                        | 39,59                      | 812                         | 50,15                       |
| ↳ Voti validi (% su votanti)       | ↳ Voti validi (% su votanti)       | ↳ Voti validi (% su votanti)       | 621                        | 96,88                      | 805                         | 99,14                       |
| ↳ Schede non valide (% su votanti) | ↳ Schede non valide (% su votanti) | ↳ Schede non valide (% su votanti) | 20                         | 3,12                       | 7                           | 0,86                        |
| ↳ Astenuti (% su iscritti)         | ↳ Astenuti (% su iscritti)         | ↳ Astenuti (% su iscritti)         | 978                        | 60,41                      | 807                         | 49,85                       |

### IX legislatura
Le votazioni si svolsero in 493 collegi uninominali a doppio turno con la stessa normativa precedente (al primo turno un numero di voti maggiore di un terzo degli iscritti al voto).
| Partito                            | Partito                            | Candidato                          | Primo turno 22 ottobre 1865 | Primo turno 22 ottobre 1865 | Ballottaggio 29 ottobre 1865 | Ballottaggio 29 ottobre 1865 |
| Partito                            | Partito                            | Candidato                          | Voti                        | %                           | Voti                         | %                            |
| ---------------------------------- | ---------------------------------- | ---------------------------------- | --------------------------- | --------------------------- | ---------------------------- | ---------------------------- |
|                                    | —                                  | Paolo Cortese                      | 206                         | 44,59                       | 453                          | 70,02                        |
|                                    | —                                  | Luigi Amabile                      | 107                         | 23,16                       | 194                          | 29,98                        |
|                                    | —                                  | Raffaele Conforti                  | 87                          | 18,83                       |                              |                              |
|                                    | —                                  | Domenico Giella                    | 62                          | 13,42                       |                              |                              |
|                                    |                                    |                                    |                             |                             |                              |                              |
| Iscritti                           | Iscritti                           | Iscritti                           | 1 337                       | 100,00                      | 1 337                        | 100,00                       |
| ↳ Votanti (% su iscritti)          | ↳ Votanti (% su iscritti)          | ↳ Votanti (% su iscritti)          | 502                         | 37,55                       | 651                          | 48,69                        |
| ↳ Voti validi (% su votanti)       | ↳ Voti validi (% su votanti)       | ↳ Voti validi (% su votanti)       | 462                         | 92,03                       | 647                          | 99,39                        |
| ↳ Schede non valide (% su votanti) | ↳ Schede non valide (% su votanti) | ↳ Schede non valide (% su votanti) | 40                          | 7,97                        | 4                            | 0,61                         |
| ↳ Astenuti (% su iscritti)         | ↳ Astenuti (% su iscritti)         | ↳ Astenuti (% su iscritti)         | 835                         | 62,45                       | 686                          | 51,31                        |

L'onorevole Cortese optò per il collegio elettorale di Potenza il 30 novembre 1865. Fu indetta l'elezione suppletiva per il 31 dicembre 1865. 
| Partito                            | Partito                            | Candidato                          | Primo turno 31 dicembre 1865 | Primo turno 31 dicembre 1865 | Ballottaggio 7 gennaio 1866 | Ballottaggio 7 gennaio 1866 |
| Partito                            | Partito                            | Candidato                          | Voti                         | %                            | Voti                        | %                           |
| ---------------------------------- | ---------------------------------- | ---------------------------------- | ---------------------------- | ---------------------------- | --------------------------- | --------------------------- |
|                                    | —                                  | Luigi Minervini                    | 129                          | 32,25                        | 333                         | 50,68                       |
|                                    | —                                  | Domenico Giella                    | 153                          | 38,25                        | 324                         | 49,32                       |
|                                    | —                                  | Giuseppe Massari                   | 118                          | 29,50                        |                             |                             |
|                                    |                                    |                                    |                              |                              |                             |                             |
| Iscritti                           | Iscritti                           | Iscritti                           | 1 337                        | 100,00                       | 1 337                       | 100,00                      |
| ↳ Votanti (% su iscritti)          | ↳ Votanti (% su iscritti)          | ↳ Votanti (% su iscritti)          | 508                          | 38,00                        | 663                         | 49,59                       |
| ↳ Voti validi (% su votanti)       | ↳ Voti validi (% su votanti)       | ↳ Voti validi (% su votanti)       | 400                          | 78,74                        | 657                         | 99,10                       |
| ↳ Schede non valide (% su votanti) | ↳ Schede non valide (% su votanti) | ↳ Schede non valide (% su votanti) | 108                          | 21,26                        | 6                           | 0,90                        |
| ↳ Astenuti (% su iscritti)         | ↳ Astenuti (% su iscritti)         | ↳ Astenuti (% su iscritti)         | 829                          | 62,00                        | 674                         | 50,41                       |

### X legislatura
Le votazioni si svolsero in 493 collegi uninominali a doppio turno con la stessa normativa precedente (al primo turno un numero di voti maggiore di un terzo degli iscritti al voto).
| Partito                            | Partito                            | Candidato                          | Primo turno 10 marzo 1867 | Primo turno 10 marzo 1867 | Ballottaggio 17 marzo 1867 | Ballottaggio 17 marzo 1867 |
| Partito                            | Partito                            | Candidato                          | Voti                      | %                         | Voti                       | %                          |
| ---------------------------------- | ---------------------------------- | ---------------------------------- | ------------------------- | ------------------------- | -------------------------- | -------------------------- |
|                                    | —                                  | Luigi Amabile                      | 339                       | 52,40                     | 435                        | 62,05                      |
|                                    | —                                  | Domenico Giella                    | 136                       | 21,02                     | 266                        | 37,95                      |
|                                    | —                                  | Nicola Grassi                      | 100                       | 15,46                     |                            |                            |
|                                    | —                                  | Gennaro Canonici                   | 72                        | 11,13                     |                            |                            |
|                                    |                                    |                                    |                           |                           |                            |                            |
| Iscritti                           | Iscritti                           | Iscritti                           | 1 363                     | 100,00                    | 1 363                      | 100,00                     |
| ↳ Votanti (% su iscritti)          | ↳ Votanti (% su iscritti)          | ↳ Votanti (% su iscritti)          | 768                       | 56,35                     | 719                        | 52,75                      |
| ↳ Voti validi (% su votanti)       | ↳ Voti validi (% su votanti)       | ↳ Voti validi (% su votanti)       | 647                       | 84,24                     | 701                        | 97,50                      |
| ↳ Schede non valide (% su votanti) | ↳ Schede non valide (% su votanti) | ↳ Schede non valide (% su votanti) | 121                       | 15,76                     | 18                         | 2,50                       |
| ↳ Astenuti (% su iscritti)         | ↳ Astenuti (% su iscritti)         | ↳ Astenuti (% su iscritti)         | 595                       | 43,65                     | 644                        | 47,25                      |

L'onorevole Amabile dette le dimissioni il 7 marzo 1870 e fu indetta l'elezione suppletiva per il 27 marzo 1870. 
| Partito                            | Partito                            | Candidato                          | Primo turno 27 marzo 1870 | Primo turno 27 marzo 1870 | Ballottaggio 3 aprile 1870 | Ballottaggio 3 aprile 1870 |
| Partito                            | Partito                            | Candidato                          | Voti                      | %                         | Voti                       | %                          |
| ---------------------------------- | ---------------------------------- | ---------------------------------- | ------------------------- | ------------------------- | -------------------------- | -------------------------- |
|                                    | —                                  | Luigi Amabile                      | 418                       | 56,95                     | 564                        | 60,32                      |
|                                    | —                                  | Francesco Brescia Morra            | 316                       | 43,05                     | 371                        | 39,68                      |
|                                    |                                    |                                    |                           |                           |                            |                            |
| Iscritti                           | Iscritti                           | Iscritti                           | 1 365                     | 100,00                    | 1 365                      | 100,00                     |
| ↳ Votanti (% su iscritti)          | ↳ Votanti (% su iscritti)          | ↳ Votanti (% su iscritti)          | 745                       | 54,58                     | 942                        | 69,01                      |
| ↳ Voti validi (% su votanti)       | ↳ Voti validi (% su votanti)       | ↳ Voti validi (% su votanti)       | 734                       | 98,52                     | 935                        | 99,26                      |
| ↳ Schede non valide (% su votanti) | ↳ Schede non valide (% su votanti) | ↳ Schede non valide (% su votanti) | 11                        | 1,48                      | 7                          | 0,74                       |
| ↳ Astenuti (% su iscritti)         | ↳ Astenuti (% su iscritti)         | ↳ Astenuti (% su iscritti)         | 620                       | 45,42                     | 423                        | 30,99                      |

L'onorevole Amabile dette le dimissioni il 31 luglio 1870 e fu indetta l'elezione suppletiva per il 28 agosto 1870.
| Partito                            | Partito                            | Candidato                          | Primo turno 28 agosto 1870 | Primo turno 28 agosto 1870 | Ballottaggio 1 settembre 1870 | Ballottaggio 1 settembre 1870 |
| Partito                            | Partito                            | Candidato                          | Voti                       | %                          | Voti                          | %                             |
| ---------------------------------- | ---------------------------------- | ---------------------------------- | -------------------------- | -------------------------- | ----------------------------- | ----------------------------- |
|                                    | —                                  | Francesco Brescia Morra            | 283                        | 69,88                      | 503                           | 63,19                         |
|                                    | —                                  | Giacomo Rattazzi                   | 122                        | 30,12                      | 293                           | 36,81                         |
|                                    |                                    |                                    |                            |                            |                               |                               |
| Iscritti                           | Iscritti                           | Iscritti                           | 1 438                      | 100,00                     | 1 438                         | 100,00                        |
| ↳ Votanti (% su iscritti)          | ↳ Votanti (% su iscritti)          | ↳ Votanti (% su iscritti)          | 468                        | 32,55                      | 807                           | 56,12                         |
| ↳ Voti validi (% su votanti)       | ↳ Voti validi (% su votanti)       | ↳ Voti validi (% su votanti)       | 405                        | 86,54                      | 796                           | 98,64                         |
| ↳ Schede non valide (% su votanti) | ↳ Schede non valide (% su votanti) | ↳ Schede non valide (% su votanti) | 63                         | 13,46                      | 11                            | 1,36                          |
| ↳ Astenuti (% su iscritti)         | ↳ Astenuti (% su iscritti)         | ↳ Astenuti (% su iscritti)         | 970                        | 67,45                      | 631                           | 43,88                         |

L'elezione non venne convalidata per l'avvenuto scioglimento della Camera.

### XI legislatura
Le votazioni si svolsero in 508 collegi uninominali a doppio turno con la normativa del 1860 (al primo turno un numero di voti maggiore di un terzo degli iscritti al voto).
| Partito                            | Partito                            | Candidato                          | Primo turno 20 novembre 1870 | Primo turno 20 novembre 1870 | Ballottaggio 27 novembre 1870 | Ballottaggio 27 novembre 1870 |
| Partito                            | Partito                            | Candidato                          | Voti                         | %                            | Voti                          | %                             |
| ---------------------------------- | ---------------------------------- | ---------------------------------- | ---------------------------- | ---------------------------- | ----------------------------- | ----------------------------- |
|                                    | —                                  | Francesco Brescia Morra            | 346                          | 51,72                        | 458                           | 51,52                         |
|                                    | —                                  | Paolo De Cristofaro                | 211                          | 31,54                        | 431                           | 48,48                         |
|                                    | —                                  | Giovanni Trevisani                 | 112                          | 16,74                        |                               |                               |
|                                    |                                    |                                    |                              |                              |                               |                               |
| Iscritti                           | Iscritti                           | Iscritti                           | 1 484                        | 100,00                       | 1 484                         | 100,00                        |
| ↳ Votanti (% su iscritti)          | ↳ Votanti (% su iscritti)          | ↳ Votanti (% su iscritti)          | 713                          | 48,05                        | 904                           | 60,92                         |
| ↳ Voti validi (% su votanti)       | ↳ Voti validi (% su votanti)       | ↳ Voti validi (% su votanti)       | 669                          | 93,83                        | 889                           | 98,34                         |
| ↳ Schede non valide (% su votanti) | ↳ Schede non valide (% su votanti) | ↳ Schede non valide (% su votanti) | 44                           | 6,17                         | 15                            | 1,66                          |
| ↳ Astenuti (% su iscritti)         | ↳ Astenuti (% su iscritti)         | ↳ Astenuti (% su iscritti)         | 771                          | 51,95                        | 580                           | 39,08                         |

### XII legislatura
Le votazioni si svolsero in 508 collegi uninominali a doppio turno con la normativa del 1860 (al primo turno un numero di voti maggiore di un terzo degli iscritti al voto).
| Partito                            | Partito                            | Candidato                          | Risultati 8 novembre 1874 | Risultati 8 novembre 1874 |
| Partito                            | Partito                            | Candidato                          | Voti                      | %                         |
| ---------------------------------- | ---------------------------------- | ---------------------------------- | ------------------------- | ------------------------- |
|                                    | —                                  | Francesco Brescia Morra            | 565                       | 52,12                     |
|                                    | —                                  | Francesco Spirito                  | 519                       | 47,88                     |
|                                    |                                    |                                    |                           |                           |
| Iscritti                           | Iscritti                           | Iscritti                           | 1 622                     | 100,00                    |
| ↳ Votanti (% su iscritti)          | ↳ Votanti (% su iscritti)          | ↳ Votanti (% su iscritti)          | 1 141                     | 70,35                     |
| ↳ Voti validi (% su votanti)       | ↳ Voti validi (% su votanti)       | ↳ Voti validi (% su votanti)       | 1 084                     | 95,00                     |
| ↳ Schede non valide (% su votanti) | ↳ Schede non valide (% su votanti) | ↳ Schede non valide (% su votanti) | 57                        | 5,00                      |
| ↳ Astenuti (% su iscritti)         | ↳ Astenuti (% su iscritti)         | ↳ Astenuti (% su iscritti)         | 481                       | 29,65                     |

Fu annullata l'elezione per irregolarità delle liste elettorali il 5 dicembre 1874. L'esercizio del voto era stato negato a molti elettori dapprima inscritti nelle liste, poscia cancellati per sentenza della Corte d'appello, ma quindi riammessi da una decisione della Corte di cassazione che annullava la precedente sentenza. Fu indetta una elezione suppletiva per il 3 gennaio 1875.
| Partito                            | Partito                            | Candidato                          | Risultati 3 gennaio 1875 | Risultati 3 gennaio 1875 |
| Partito                            | Partito                            | Candidato                          | Voti                     | %                        |
| ---------------------------------- | ---------------------------------- | ---------------------------------- | ------------------------ | ------------------------ |
|                                    | —                                  | Francesco Brescia Morra            | 672                      | 54,32                    |
|                                    | —                                  | Francesco Spirito                  | 565                      | 45,68                    |
|                                    |                                    |                                    |                          |                          |
| Iscritti                           | Iscritti                           | Iscritti                           | 1 562                    | 100,00                   |
| ↳ Votanti (% su iscritti)          | ↳ Votanti (% su iscritti)          | ↳ Votanti (% su iscritti)          | 1 277                    | 81,75                    |
| ↳ Voti validi (% su votanti)       | ↳ Voti validi (% su votanti)       | ↳ Voti validi (% su votanti)       | 1 237                    | 96,87                    |
| ↳ Schede non valide (% su votanti) | ↳ Schede non valide (% su votanti) | ↳ Schede non valide (% su votanti) | 40                       | 3,13                     |
| ↳ Astenuti (% su iscritti)         | ↳ Astenuti (% su iscritti)         | ↳ Astenuti (% su iscritti)         | 285                      | 18,25                    |

L'onorevole Brescia Morra fu nominato prefetto il 30 giugno 1876. Fu indetta una elezione suppletiva per il 6 agosto 1876.
| Partito                            | Partito                            | Candidato                          | Risultati 6 agosto 1876 | Risultati 6 agosto 1876 |
| Partito                            | Partito                            | Candidato                          | Voti                    | %                       |
| ---------------------------------- | ---------------------------------- | ---------------------------------- | ----------------------- | ----------------------- |
|                                    | —                                  | Francesco Villani                  | 622                     | 56,65                   |
|                                    | —                                  | Serafino Soldi                     | 476                     | 43,35                   |
|                                    |                                    |                                    |                         |                         |
| Iscritti                           | Iscritti                           | Iscritti                           | 1 581                   | 100,00                  |
| ↳ Votanti (% su iscritti)          | ↳ Votanti (% su iscritti)          | ↳ Votanti (% su iscritti)          | 1 117                   | 70,65                   |
| ↳ Voti validi (% su votanti)       | ↳ Voti validi (% su votanti)       | ↳ Voti validi (% su votanti)       | 1 098                   | 98,30                   |
| ↳ Schede non valide (% su votanti) | ↳ Schede non valide (% su votanti) | ↳ Schede non valide (% su votanti) | 19                      | 1,70                    |
| ↳ Astenuti (% su iscritti)         | ↳ Astenuti (% su iscritti)         | ↳ Astenuti (% su iscritti)         | 464                     | 29,35                   |

L'elezione non venne convalidata per l'avvenuto scioglimento della Camera.

### XIII legislatura
Le votazioni si svolsero in 508 collegi uninominali a doppio turno con la normativa del 1860 (al primo turno un numero di voti maggiore di un terzo degli iscritti al voto).
| Partito                            | Partito                            | Candidato                          | Risultati 5 novembre 1876 | Risultati 5 novembre 1876 |
| Partito                            | Partito                            | Candidato                          | Voti                      | %                         |
| ---------------------------------- | ---------------------------------- | ---------------------------------- | ------------------------- | ------------------------- |
|                                    | —                                  | Francesco Villani                  | 843                       | 99,29                     |
|                                    | —                                  | Serafino Soldi                     | 6                         | 0,71                      |
|                                    |                                    |                                    |                           |                           |
| Iscritti                           | Iscritti                           | Iscritti                           | 1 579                     | 100,00                    |
| ↳ Votanti (% su iscritti)          | ↳ Votanti (% su iscritti)          | ↳ Votanti (% su iscritti)          | 861                       | 54,53                     |
| ↳ Voti validi (% su votanti)       | ↳ Voti validi (% su votanti)       | ↳ Voti validi (% su votanti)       | 849                       | 98,61                     |
| ↳ Schede non valide (% su votanti) | ↳ Schede non valide (% su votanti) | ↳ Schede non valide (% su votanti) | 12                        | 1,39                      |
| ↳ Astenuti (% su iscritti)         | ↳ Astenuti (% su iscritti)         | ↳ Astenuti (% su iscritti)         | 718                       | 45,47                     |

### XIV legislatura
Le votazioni si svolsero in 508 collegi uninominali a doppio turno con la normativa del 1860 (al primo turno un numero di voti maggiore di un terzo degli iscritti al voto).
| Partito                            | Partito                            | Candidato                          | Risultati 16 maggio 1880 | Risultati 16 maggio 1880 |
| Partito                            | Partito                            | Candidato                          | Voti                     | %                        |
| ---------------------------------- | ---------------------------------- | ---------------------------------- | ------------------------ | ------------------------ |
|                                    | —                                  | Francesco Villani                  | 500                      | 57,01                    |
|                                    | —                                  | Luigi Amabile                      | 377                      | 42,99                    |
|                                    |                                    |                                    |                          |                          |
| Iscritti                           | Iscritti                           | Iscritti                           | 1 551                    | 100,00                   |
| ↳ Votanti (% su iscritti)          | ↳ Votanti (% su iscritti)          | ↳ Votanti (% su iscritti)          | 885                      | 57,06                    |
| ↳ Voti validi (% su votanti)       | ↳ Voti validi (% su votanti)       | ↳ Voti validi (% su votanti)       | 877                      | 99,10                    |
| ↳ Schede non valide (% su votanti) | ↳ Schede non valide (% su votanti) | ↳ Schede non valide (% su votanti) | 8                        | 0,90                     |
| ↳ Astenuti (% su iscritti)         | ↳ Astenuti (% su iscritti)         | ↳ Astenuti (% su iscritti)         | 666                      | 42,94                    |

L'elezione fu senza proclamazione. La Camera ordinò  il 23 giugno 1880 una votazione di ballottaggio e a tale scopo fu indetta una elezione suppletiva per il 18 luglio 1880.
| Partito                            | Partito                            | Candidato                          | Risultati 18 luglio 1880 | Risultati 18 luglio 1880 |
| Partito                            | Partito                            | Candidato                          | Voti                     | %                        |
| ---------------------------------- | ---------------------------------- | ---------------------------------- | ------------------------ | ------------------------ |
|                                    | —                                  | Francesco Villani                  | 597                      | 51,47                    |
|                                    | —                                  | Luigi Amabile                      | 563                      | 48,53                    |
|                                    |                                    |                                    |                          |                          |
| Iscritti                           | Iscritti                           | Iscritti                           | 1 551                    | 100,00                   |
| ↳ Votanti (% su iscritti)          | ↳ Votanti (% su iscritti)          | ↳ Votanti (% su iscritti)          | 1 186                    | 76,47                    |
| ↳ Voti validi (% su votanti)       | ↳ Voti validi (% su votanti)       | ↳ Voti validi (% su votanti)       | 1 160                    | 97,81                    |
| ↳ Schede non valide (% su votanti) | ↳ Schede non valide (% su votanti) | ↳ Schede non valide (% su votanti) | 26                       | 2,19                     |
| ↳ Astenuti (% su iscritti)         | ↳ Astenuti (% su iscritti)         | ↳ Astenuti (% su iscritti)         | 365                      | 23,53                    |

L'onorevole Villani morì il 15 aprile 1882 e fu indetta una elezione suppletiva per il 21 maggio 1882.
| Partito                            | Partito                            | Candidato                          | Risultati 21 maggio 1882 | Risultati 21 maggio 1882 |
| Partito                            | Partito                            | Candidato                          | Voti                     | %                        |
| ---------------------------------- | ---------------------------------- | ---------------------------------- | ------------------------ | ------------------------ |
|                                    | —                                  | Luigi Amabile                      | 667                      | 58,92                    |
|                                    | —                                  | Domenico Primerano                 | 465                      | 41,08                    |
|                                    |                                    |                                    |                          |                          |
| Iscritti                           | Iscritti                           | Iscritti                           | 1 638                    | 100,00                   |
| ↳ Votanti (% su iscritti)          | ↳ Votanti (% su iscritti)          | ↳ Votanti (% su iscritti)          | 1 154                    | 70,45                    |
| ↳ Voti validi (% su votanti)       | ↳ Voti validi (% su votanti)       | ↳ Voti validi (% su votanti)       | 1 132                    | 98,09                    |
| ↳ Schede non valide (% su votanti) | ↳ Schede non valide (% su votanti) | ↳ Schede non valide (% su votanti) | 22                       | 1,91                     |
| ↳ Astenuti (% su iscritti)         | ↳ Astenuti (% su iscritti)         | ↳ Astenuti (% su iscritti)         | 484                      | 29,55                    |

Fu istituito un comitato inquirente. Convalidando l'elezione la Camera deliberò la trasmissione degli atti all'autorità giudiziaria l'11 giugno 1882.

### XV legislatura
Le votazioni si svolsero in 135 collegi plurinominali a doppio turno. Come previsto dalla legge elettorale politica del 24 settembre 1882, erano eletti al primo turno i candidati che «hanno ottenuto il maggior numero di voti, purché questo numero oltrepassi l'ottavo del numero degli elettori iscritti» (art. 74) secondo il numero di deputati previsto per il collegio; se il numero di eletti era inferiore al numero di deputati, il ballottaggio era tra i non eletti (in numero doppio rispetto ai deputati ancora da eleggere) che avevano il maggior numero di voti (art. 75) ed era eletto chi otteneva il maggior numero di voti nella seconda votazione (art. 77) oppure, in caso di ugual numero di voti, il maggiore d'età (art. 78).
| Partito                    | Partito                    | Candidato                  | Risultati 29 ottobre 1882 | Risultati 29 ottobre 1882 |
| Partito                    | Partito                    | Candidato                  | Voti                      | %                         |
| -------------------------- | -------------------------- | -------------------------- | ------------------------- | ------------------------- |
|                            | —                          | Luigi Napodano             | 6 290                     | 45,80                     |
|                            | —                          | Pasquale Stanislao Mancini | 5 828                     | 42,43                     |
|                            | —                          | Michele Capozzi            | 5 329                     | 38,80                     |
|                            | —                          | Donato Di Marzo            | 5 004                     | 36,44                     |
|                            | —                          | Federico Capone            | 4 151                     | 30,22                     |
|                            | —                          | Girolamo Del Balzo         | 3 610                     | 26,29                     |
|                            | —                          | Luigi Amabile              | 3 557                     | 25,90                     |
|                            | —                          | Serafino Soldi             | 3 138                     | 22,85                     |
|                            | —                          | Antonio Amatucci           | 2 291                     | 16,68                     |
|                            | —                          | Raffaele Anzuoni           | 1 957                     | 14,25                     |
|                            | —                          | Luigi Belli                | 1 675                     | 12,20                     |
|                            | —                          | Scipione Capone            | 1 570                     | 11,43                     |
|                            | —                          | Nicola Lazzaro             | 1 346                     | 9,80                      |
|                            | —                          | Luigi Bellofatto           | 1 338                     | 9,74                      |
|                            | —                          | Diego Aguglia              | 1 278                     | 9,31                      |
|                            | —                          | Edoardo Pandola            | 905                       | 6,59                      |
|                            | —                          | Nicola Nisco               | 755                       | 5,50                      |
|                            | —                          | Davide Borrelli            | 503                       | 3,66                      |
|                            | —                          | Domenico Giella            | 459                       | 3,34                      |
|                            | —                          | Tommaso Vernicchi          | 295                       | 2,15                      |
|                            |                            |                            |                           |                           |
| Iscritti                   | Iscritti                   | Iscritti                   | 17 115                    | 100,00                    |
| ↳ Votanti (% su iscritti)  | ↳ Votanti (% su iscritti)  | ↳ Votanti (% su iscritti)  | 13 734                    | 80,25                     |
| ↳ Astenuti (% su iscritti) | ↳ Astenuti (% su iscritti) | ↳ Astenuti (% su iscritti) | 3 381                     | 19,75                     |

L'onorevole Mancini optò  per il collegio elettorale di Avellino II il 7 dicembre 1882 e fu indetta l'elezione suppletiva del 7 gennaio 1883.
| Partito                            | Partito                            | Candidato                          | Risultati 7 gennaio 1883 | Risultati 7 gennaio 1883 |
| Partito                            | Partito                            | Candidato                          | Voti                     | %                        |
| ---------------------------------- | ---------------------------------- | ---------------------------------- | ------------------------ | ------------------------ |
|                                    | —                                  | Girolamo Del Balzo                 | 8 887                    | 68,26                    |
|                                    | —                                  | Francesco De Sanctis               | 4 133                    | 31,74                    |
|                                    |                                    |                                    |                          |                          |
| Iscritti                           | Iscritti                           | Iscritti                           | 17 206                   | 100,00                   |
| ↳ Votanti (% su iscritti)          | ↳ Votanti (% su iscritti)          | ↳ Votanti (% su iscritti)          | 13 146                   | 76,40                    |
| ↳ Voti validi (% su votanti)       | ↳ Voti validi (% su votanti)       | ↳ Voti validi (% su votanti)       | 13 020                   | 99,04                    |
| ↳ Schede non valide (% su votanti) | ↳ Schede non valide (% su votanti) | ↳ Schede non valide (% su votanti) | 126                      | 0,96                     |
| ↳ Astenuti (% su iscritti)         | ↳ Astenuti (% su iscritti)         | ↳ Astenuti (% su iscritti)         | 4 060                    | 23,60                    |

### XVI legislatura
Le votazioni si svolsero in 135 collegi plurinominali a doppio turno con la normativa del 1882 (al primo turno un numero di voti maggiore di un ottavo degli iscritti al voto).
| Partito                    | Partito                    | Candidato                    | Risultati 23 maggio 1886 | Risultati 23 maggio 1886 |
| Partito                    | Partito                    | Candidato                    | Voti                     | %                        |
| -------------------------- | -------------------------- | ---------------------------- | ------------------------ | ------------------------ |
|                            | —                          | Donato Di Marzo              | 9 981                    | 59,17                    |
|                            | —                          | Luigi Napodano               | 9 644                    | 57,17                    |
|                            | —                          | Girolamo Del Balzo           | 8 822                    | 52,30                    |
|                            | —                          | Donato Di Marzo              | 8 400                    | 49,80                    |
|                            | —                          | Federico Capone              | 6 375                    | 37,79                    |
|                            | —                          | Nicola Lazzaro               | 5 834                    | 34,59                    |
|                            | —                          | Giuseppe Caracciolo di Bella | 5 584                    | 33,10                    |
|                            | —                          | Luigi Gaeta                  | 5 474                    | 32,45                    |
|                            | —                          | Paolo Anania De Luca         | 3 572                    | 21,18                    |
|                            |                            |                              |                          |                          |
| Iscritti                   | Iscritti                   | Iscritti                     | 21 185                   | 100,00                   |
| ↳ Votanti (% su iscritti)  | ↳ Votanti (% su iscritti)  | ↳ Votanti (% su iscritti)    | 16 868                   | 79,62                    |
| ↳ Astenuti (% su iscritti) | ↳ Astenuti (% su iscritti) | ↳ Astenuti (% su iscritti)   | 4 317                    | 20,38                    |

 ===

### XVII legislatura
Le votazioni si svolsero in 135 collegi plurinominali a doppio turno con la normativa del 1882 (al primo turno un numero di voti maggiore di un ottavo degli iscritti al voto).
| Partito                    | Partito                    | Candidato                     | Risultati 23 novembre 1890 | Risultati 23 novembre 1890 |
| Partito                    | Partito                    | Candidato                     | Voti                       | %                          |
| -------------------------- | -------------------------- | ----------------------------- | -------------------------- | -------------------------- |
|                            | —                          | Donato Di Marzo               | 9 157                      | 54,24                      |
|                            | —                          | Girolamo Del Balzo            | 8 501                      | 50,35                      |
|                            | —                          | Michele Capozzi               | 8 152                      | 48,29                      |
|                            | —                          | Achille Vetroni               | 8 089                      | 47,91                      |
|                            | —                          | Luigi Napodano                | 8 046                      | 47,66                      |
|                            | —                          | Paolo Anania De Luca          | 7 544                      | 44,68                      |
|                            | —                          | Federico Capone               | 6 535                      | 38,71                      |
|                            | —                          | Nicola Lazzaro                | 3 781                      | 22,40                      |
|                            | —                          | Diego Aguglia                 | 763                        | 4,52                       |
|                            | —                          | Matteo Renato Imbriani Poerio | 173                        | 1,02                       |
|                            | —                          | Gino Jannone                  | 109                        | 0,65                       |
|                            |                            |                               |                            |                            |
| Iscritti                   | Iscritti                   | Iscritti                      | 23 134                     | 100,00                     |
| ↳ Votanti (% su iscritti)  | ↳ Votanti (% su iscritti)  | ↳ Votanti (% su iscritti)     | 16 883                     | 72,98                      |
| ↳ Astenuti (% su iscritti) | ↳ Astenuti (% su iscritti) | ↳ Astenuti (% su iscritti)    | 6 251                      | 27,02                      |

### XVIII legislatura
Le votazioni si svolsero in 508 collegi uninominali a doppio turno. Come previsto dalla legge elettorale politica del 28 giugno 1892, era eletto al primo turno il candidato che «ha ottenuto un numero di voti maggiore del sesto del numero totale degli elettori iscritti nella lista del collegio e più della metà dei suffragi dati dai votanti» escludendo le schede nulle (art. 74). Se nessun candidato era eletto, al ballottaggio tra i due candidati con più voti (art. 75) era eletto chi otteneva il maggior numero di voti oppure, in caso di ugual numero di voti, il maggiore d'età (art. 77).
| Partito                            | Partito                            | Candidato                          | Primo turno 6 novembre 1892 | Primo turno 6 novembre 1892 | Ballottaggio 13 novembre 1892 | Ballottaggio 13 novembre 1892 |
| Partito                            | Partito                            | Candidato                          | Voti                        | %                           | Voti                          | %                             |
| ---------------------------------- | ---------------------------------- | ---------------------------------- | --------------------------- | --------------------------- | ----------------------------- | ----------------------------- |
|                                    | —                                  | Donato Di Marzo                    | 1 940                       | 50,09                       | 2 056                         | 51,12                         |
|                                    | —                                  | Achille Vetroni                    | 1 933                       | 49,91                       | 1 966                         | 48,88                         |
|                                    |                                    |                                    |                             |                             |                               |                               |
| Iscritti                           | Iscritti                           | Iscritti                           | 5 219                       | 100,00                      | 5 219                         | 100,00                        |
| ↳ Votanti (% su iscritti)          | ↳ Votanti (% su iscritti)          | ↳ Votanti (% su iscritti)          | 3 937                       | 75,44                       | 4 105                         | 78,65                         |
| ↳ Voti validi (% su votanti)       | ↳ Voti validi (% su votanti)       | ↳ Voti validi (% su votanti)       | 3 873                       | 98,37                       | 4 022                         | 97,98                         |
| ↳ Schede non valide (% su votanti) | ↳ Schede non valide (% su votanti) | ↳ Schede non valide (% su votanti) | 64                          | 1,63                        | 83                            | 2,02                          |
| ↳ Astenuti (% su iscritti)         | ↳ Astenuti (% su iscritti)         | ↳ Astenuti (% su iscritti)         | 1 282                       | 24,56                       | 1 114                         | 21,35                         |

### XIX legislatura
Le votazioni si svolsero in 508 collegi uninominali a doppio turno con la normativa del 1892 (al primo turno un numero di voti maggiore di un sesto degli iscritti al voto).
| Partito                            | Partito                            | Candidato                          | Risultati 26 maggio 1895 | Risultati 26 maggio 1895 |
| Partito                            | Partito                            | Candidato                          | Voti                     | %                        |
| ---------------------------------- | ---------------------------------- | ---------------------------------- | ------------------------ | ------------------------ |
|                                    | —                                  | Achille Vetroni                    | 2 474                    | 97,98                    |
|                                    | —                                  | Donato Di Marzo                    | 51                       | 2,02                     |
|                                    |                                    |                                    |                          |                          |
| Iscritti                           | Iscritti                           | Iscritti                           | 3 811                    | 100,00                   |
| ↳ Votanti (% su iscritti)          | ↳ Votanti (% su iscritti)          | ↳ Votanti (% su iscritti)          | 2 645                    | 69,40                    |
| ↳ Voti validi (% su votanti)       | ↳ Voti validi (% su votanti)       | ↳ Voti validi (% su votanti)       | 2 525                    | 95,46                    |
| ↳ Schede non valide (% su votanti) | ↳ Schede non valide (% su votanti) | ↳ Schede non valide (% su votanti) | 120                      | 4,54                     |
| ↳ Astenuti (% su iscritti)         | ↳ Astenuti (% su iscritti)         | ↳ Astenuti (% su iscritti)         | 1 166                    | 30,60                    |

### XX legislatura
Le votazioni si svolsero in 508 collegi uninominali a doppio turno con la normativa del 1892 (al primo turno un numero di voti maggiore di un sesto degli iscritti al voto).
| Partito                            | Partito                            | Candidato                          | Risultati 21 marzo 1897 | Risultati 21 marzo 1897 |
| Partito                            | Partito                            | Candidato                          | Voti                    | %                       |
| ---------------------------------- | ---------------------------------- | ---------------------------------- | ----------------------- | ----------------------- |
|                                    | —                                  | Ascanio Branca                     | 2 765                   | 98,89                   |
|                                    | —                                  | Voti dispersi                      | 31                      | 1,11                    |
|                                    |                                    |                                    |                         |                         |
| Iscritti                           | Iscritti                           | Iscritti                           | 3 908                   | 100,00                  |
| ↳ Votanti (% su iscritti)          | ↳ Votanti (% su iscritti)          | ↳ Votanti (% su iscritti)          | 2 820                   | 72,16                   |
| ↳ Voti validi (% su votanti)       | ↳ Voti validi (% su votanti)       | ↳ Voti validi (% su votanti)       | 2 796                   | 99,15                   |
| ↳ Schede non valide (% su votanti) | ↳ Schede non valide (% su votanti) | ↳ Schede non valide (% su votanti) | 24                      | 0,85                    |
| ↳ Astenuti (% su iscritti)         | ↳ Astenuti (% su iscritti)         | ↳ Astenuti (% su iscritti)         | 1 088                   | 27,84                   |

L'onorevole Branca optò per il collegio elettorale di Potenza e fu indetta un'elezione suppletiva per il 6 giugno 1897.
| Partito                            | Partito                            | Candidato                          | Risultati 6 giugno 1897 | Risultati 6 giugno 1897 |
| Partito                            | Partito                            | Candidato                          | Voti                    | %                       |
| ---------------------------------- | ---------------------------------- | ---------------------------------- | ----------------------- | ----------------------- |
|                                    | —                                  | Achille Vetroni                    | 1 859                   | 70,15                   |
|                                    | —                                  | Francesco Pironti                  | 791                     | 29,85                   |
|                                    |                                    |                                    |                         |                         |
| Iscritti                           | Iscritti                           | Iscritti                           | 3 906                   | 100,00                  |
| ↳ Votanti (% su iscritti)          | ↳ Votanti (% su iscritti)          | ↳ Votanti (% su iscritti)          | 2 754                   | 70,51                   |
| ↳ Voti validi (% su votanti)       | ↳ Voti validi (% su votanti)       | ↳ Voti validi (% su votanti)       | 2 650                   | 96,22                   |
| ↳ Schede non valide (% su votanti) | ↳ Schede non valide (% su votanti) | ↳ Schede non valide (% su votanti) | 104                     | 3,78                    |
| ↳ Astenuti (% su iscritti)         | ↳ Astenuti (% su iscritti)         | ↳ Astenuti (% su iscritti)         | 1 152                   | 29,49                   |

### XXI legislatura
Le votazioni si svolsero in 508 collegi uninominali a doppio turno con la normativa del 1892 (al primo turno un numero di voti maggiore di un sesto degli iscritti al voto).

### XXII legislatura
Le votazioni si svolsero in 508 collegi uninominali a doppio turno con la normativa del 1892 (al primo turno un numero di voti maggiore di un sesto degli iscritti al voto).

### XXIII legislatura
Le votazioni si svolsero in 508 collegi uninominali a doppio turno con la normativa del 1892 (al primo turno un numero di voti maggiore di un sesto degli iscritti al voto).

### XXIV legislatura
Le votazioni si svolsero negli stessi 508 collegi uninominali già esistenti ma, come previsto dal regio decreto del 26 giugno 1913, era eletto al primo turno il candidato che «ha ottenuto un numero di voti maggiore del decimo del numero totale degli elettori del collegio e più della metà dei suffragi dati dai votanti» escludendo le schede nulle (art. 91). Se nessun candidato era eletto, al ballottaggio tra i due candidati con più voti (art. 92) era eletto chi otteneva il maggior numero di voti oppure, in caso di ugual numero di voti, il maggiore d'età (art. 93).

### XXV legislatura
Le votazioni si svolsero in 54 collegi di lista. Come previsto dal regio decreto del 2 settembre 1919, il numero di eletti per ogni lista era calcolato sulla base dei voti di lista e sul numero di voti dei candidati al di fuori della propria lista; la graduatoria tra i candidati era calcolata sommando i voti di lista e i propri voti di preferenza sia nella lista sia fuori dalla lista (art. 84).